# バイエルンの旗
バイエルンの旗にはストライプ（縞模様）のものとロズンジ（菱形）のものとの2つがあり、双方が白と青の色で構成されている。どちらの旗も歴史的にはバイエルン公、バイエルン選帝侯、バイエルン王としてバイエルンを統治したヴィッテルスバッハ家に関係している。 

ヴィッテルスバッハ家の白銀のフュージリー（地）に青のロズンジ（菱）をベンドワイズ（斜め）に並べた紋章。

## 概観
水平・垂直双方の様式で、紋章のない白と青の、ストライプの旗もしくはロズンジの旗は、州旗および（湖および川での）商船旗として、ドイツのバイエルン州公式のものと考えることができる。紋章が配されたものは非公式である。だがしかし、事実上市民旗として使用されているのはほとんどの場合紋章の付いたロズンジの旗であり、それは地域の誇りのシンボルとして州のどこでも使用されて掲げられる非常にポピュラーなものである。
旗の青の色調は厳密に決められてはいないが、一般の人々に用いられる旗はおおよそRGB 0-204-255で、公式に用いられるものは幾分RGB 0-128-255に近い。ロズンジも数は決められていないが、少なくとも21個はなくてはならず、左上端の見切れているロズンジは白くなければならない。
旗のロズンジはバイエルンの湖と川を表すとも、旗の色は湖か空かはたまたその両方の色であるとも言われているが（『バイエルン賛歌』には'Und erhalte dir die Farben seines Himmels, weiß und blau!'（→「そして汝に彼（神）の天の色、白と青を保つ」）とある）、実証された説ではない。それらが歴史的ないわれなのかについては異論がある。

## 歴史

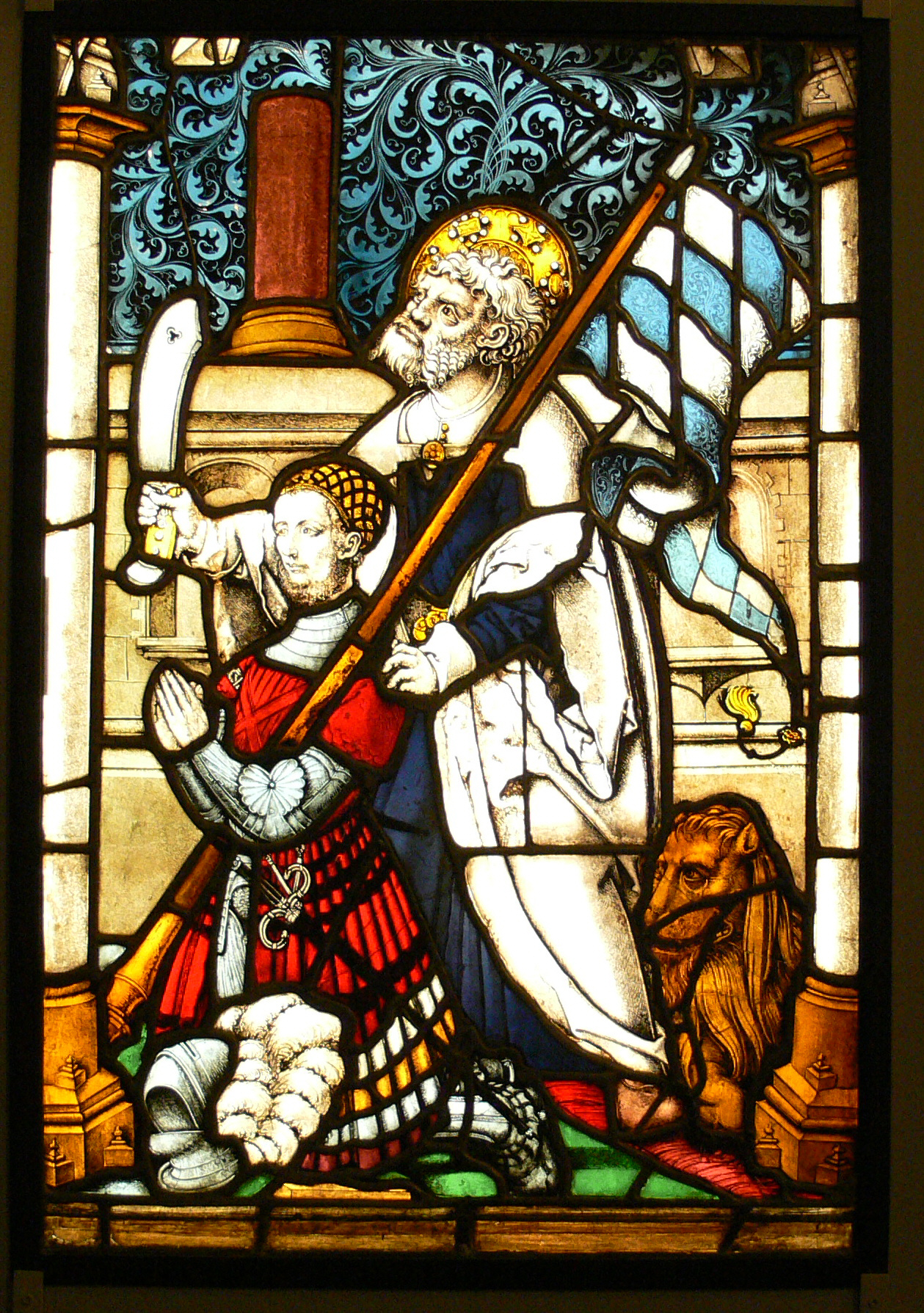
白と青の菱の旗を持つウィルヘルム4世

“Wecke”の異名を持つ白と青の菱型は元々はボーゲン伯の紋章に由来する。これは1242年にヴィッテルスバッハ家が継承し、同家はそれ以来12世紀から20世紀までの間バイエルンを統治する家系であった。この菱形の旗は1337年以降ヴィッテルスバッハ家が象徴として使用するところとなった。その後、旗には様々な要素を盛り込んだバージョンが現れた。それはたとえば旗にバイエルン・ランツフート公およびバイエルン・ミュンヘン公のプファルツのライオンを配したものである。バイエルン地方公式の1つの旗が存在したという訳ではなく、統治者が旗を掲げたというだけのことだった。
この白と青の旗をバイエルンのシンボルにしようという考えは後世になるまで現れることはなく、地域の旗はそもそも全て非公式のものであり、法によって制定されたものではなかった。1838年に初めて青は鮮やかな色調でなければならないと決定され、1878年9月11日ルートヴィヒ2世よって初めてバイエルンの旗は明るい青の上に白という2本の水平の縞で構成されていなければならないと決められた。
1919年4月4日から5月1日までのミュンヘン・レーテ共和国では単純な赤旗が使用されたが、これが鎮圧されると白と青の旗に戻された。
1946年12月2日からはバイエルン州憲法でナショナルカラーが白と青であることが確認され、1953年12月14日にはストライプの旗とロズンジの旗が公式のバイエルン州旗となった。

## 使用例
- バイエルン州の州の大紋章（1946年制定）。それ以前のデザインはde:Bayerisches Staatswappen参照。
- バイエルン州の州の紋章（小）
- ミュンヘンの市章。向って左の黄色と黒のロズンジの旗はミュンヘン市の旗。
- 下バイエルンの紋章
- ヴィッテルスバッハ家の紋章。向って右上から『プファルツのライオン』の紋章のライン宮中伯、赤と白に上下がの山形分割されたフランケン地方の紋章、青い豹のインゴルシュタットの紋章、斜めの紅白の縞に縦に黄金の帯が縦断したシュヴァーベンのブルガウ辺境伯の紋章の4つの上に「白と青の菱の紋章」がこれらの地の統治者の象徴として乗せられている。
- バイエルン選帝侯の紋章。『プファルツのライオン』と組み合わせている。
- カトリック連盟
- バイエルンの王子オットーをオソン1世として迎えたころのギリシャ王国の紋章。
- バイエルン・ミュンヘンのロゴ
- BMWのロゴ

## 参照
1. 1 2  “Flag Legislation (Bavaria, Germany), Executive Order on Flags of 1954”. Flags of the World. 2011年9月19日閲覧。
2. ↑  Whitney Smith (1975), Flags Through the Ages and Across the World
3. ↑  Marcus Schmöger (2001-01-28), Verwaltungsanordnung über die bayerischen Staatsflaggen 2008年11月24日閲覧。 （ドイツ語） (Translated.)
4. 1 2  Flags of the World - Historical Flags (Bavaria, Germany)